# Euonthophagus carbonarius
Euonthophagus carbonarius är en skalbaggsart som beskrevs av Johann Christoph Friedrich Klug 1855. Euonthophagus carbonarius ingår i släktet Euonthophagus och familjen bladhorningar. Inga underarter finns listade i Catalogue of Life.